# La moglie del prete
La moglie del prete è un film del 1971 diretto da Dino Risi.

## Trama
Valeria Billi è un'ex cantante di vari complessi musicali, delusa dagli uomini e dalla vita. Dopo aver scoperto che l'uomo che amava era in realtà sposato, decide di uccidersi ingoiando sonniferi, ma proprio in quel momento l'occhio le cade sul giornale che riporta l'annuncio pubblicitario di "Voce Amica 2121", un servizio telefonico rivolto a persone bisognose: ciò le fa venire voglia di parlare con qualcuno prima di andarsene. Mario, un sacerdote (ma senza dichiararsi tale), le risponde e alla fine del colloquio egli spera di averla convinta a non suicidarsi.
Il giorno dopo, don Mario - che è anche insegnante di Lettere in una scuola media cattolica - viene disturbato durante la lezione perché al telefono lo cercano urgentemente: è Valeria che chiama dall'ospedale dov'è stata portata per l'intossicazione avuta a causa dei sonniferi. Lei si attacca a don Mario non sapendo ancora che è un sacerdote e insiste affinché l'uomo la vada a trovare.
Con carattere passionale, la donna riesce ad entrare nel cuore del prete ed egli stesso si convince sempre più di voler lasciare la Chiesa, che definisce un'istituzione medievale, perché i sacerdoti sono tenuti a restare fedeli al celibato. In un primo momento, sembra che per Mario ci sia la possibilità di una dispensa dal Vaticano, ma poi non gliela concedono dato che la Chiesa è in crisi e ha perduto parecchi preti.
Valeria insiste nel chiedere una dispensa rivolgendosi direttamente ai piani più alti. Così Mario, effettivamente, viene convocato a Roma; ma lì riceve, anziché il permesso di sposarsi, una nomina a monsignore. Quando Valeria, su suo invito, lo raggiunge in Vaticano, lo trova profondamente cambiato: l'uomo si è sottomesso alla volontà della Chiesa e non sa fare altro che proporle di prendere un appartamentino di fronte al suo ed avere pazienza alcuni mesi, forse un anno. Sbigottita dall'assurdità della situazione, alla fine la donna rinuncia a comunicargli di attendere un figlio da lui.

## Colonna sonora
Nella colonna sonora due brani, pubblicati su 45 giri in versione cantata, nel film si ascoltano in versione strumentale:
- Anyone, di Bergman e Trovajoli, cantata da Sophia Loren;
- There is a star, di Bergman, Trovajoli e Pes, cantata da Sophia Loren con i Middle of the Road;

Sono presenti le seguenti canzoni, in versione originale:
- Going out of my head, di Randazzo e Weinstein, cantata da Frank Sinatra;
- Country time rhymes, di Peter Gallway, eseguita dalla The Fifth Avenue Band;
- Malattia d'amore, di Fabrizio e Albertelli, cantata da Donatello;
- Twenty-Five miles, di Starr, Bristol e Fugua, eseguita dai The Watts 103rd Street Rhythm Band;
- It can happen to you, di Renzetti, cantata da Sacha Distel;
- Io mi fermo qui, di Riccardi e Albertelli, cantata dai Dik Dik.

Inoltre sono presenti, in versione non originale:
- Azzurro, di Pallavicini e Conte;
- La prima cosa bella, di Mogol e Di Bari;
- Mi piaci mi piaci, di Chiosso, Silva, Vanoni e Calvi.